# Kamil Skaskiewicz
Kamil Skaskiewicz (* 10. Juli 1988 in Białogard) ist ein polnischer Ringer. Er wurde 2013 Vize-Europameister im freien Stil im Halbschwergewicht.

## Werdegang
Kamil Skaskiewicz begann als Jugendlicher im Jahre 1998 mit dem Ringen, wobei er sich auf den freien Stil konzentrierte. Sein Heimatverein ist AKS Białogard. Trainiert wurde bzw. wird er von Andreas Szwenk, Cesary Yastreb und Marek Garmulewicz. Er ist Student und Ringer. Seit 2009 ringt er in der deutschen Bundesliga (RV Thalheim, TSV Musberg und SV Luftfahrt Berlin).
Von 2003 bis 2008 startete er bei insgesamt fünf Junioren-Europa- bzw. Weltmeisterschaften, konnte dabei aber keine Medaillen erringen. Seine beste Platzierung war ein 4. Platz bei der Junioren-Europameisterschaft (Cadets) 2003 in Skopje in der Gewichtsklasse bis 42 kg.
2008 gewann er bei der polnischen Seniorenmeisterschaft im Mittelgewicht mit dem 3. Platz seine erste Medaille. 2009 wurde er in der gleichen Gewichtsklasse polnischer Vizemeister. 2010 wurde er erstmals polnischer Meister im Schwergewicht, in dem er aus taktischen Gründen startete. 2011 und 2012 wurde er schließlich polnischer Meister im Halbschwergewicht.
Seine erste Teilnahme bei einer internationalen Meisterschaft im Seniorenbereich war im Jahre 2011. Er startete dabei bei der Europameisterschaft in Dortmund im Halbschwergewicht. Nach einem Sieg über Imants Lagodskis aus Lettland, verlor er seinen nächsten Kampf gegen Pawlo Oleinik aus der Ukraine. Da dieser das Finale nicht erreichte, schied er aus und landete auf dem 11. Platz. 2012 nahm er am Olympia-Qualifikations-Turnier in Sofia teil, konnte sich dort mit einem 5. Platz nicht für die Olympischen Spiele in London qualifizieren.
Im März 2013 gelang Kamil Skaskiewicz dann bei der Europameisterschaft in Tiflis im Halbschwergewicht der erste Medaillengewinn bei einer internationalen Meisterschaft. Er besiegte dort Imants Lagodskis, Michail Tsikovani, Griechenland und Wladislaw Baizajew, Russland, ehe er sich im Endkampf erneut Pawlo Oleinik beugen musste. Er wurde damit Vize-Europameister.

## Internationale Erfolge
| Jahr | Platz | Wettbewerb                                      | Gewichtsklasse | Ergebnisse |
| 2003 | 4.    | Junioren-EM (Cadets) in Skopje                  | bis 42 kg      | Sieger: Machmud Magomedow, Russland vor Eltschin Hasanow, Aserbaidschan                                                                      |
| 2004 | 12.   | Junioren-EM (Cadets) in Istanbul                | bis 46 kg      | Sieger: Alexei Kondratowitsch, Weißrussland vor Eltschin Hasanow                                                                             |
| 2007 | 13.   | Junioren-EM in Belgrad                          | Welter         | Sieger: Raschid Kurbanow, Russland vor Ayhan Sucu, Türkei                                                                                    |
| 2008 | 21.   | Junioren-EM in Kosice                           | Mittel         | Sieger: Tornike Swanidse, Georgien vor İbrahim Bölükbaşı, Türkei                                                                             |
| 2008 | 8.    | Junioren-WM in Istanbul                         | Mittel         | Sieger: Abdussalam Gadissow, Russland vor Beka Tschelidse, Georgien                                                                          |
| 2011 | 5.    | "Dan Kolow & Nikola Petrow"-Memorial in Burgas  | Halbschwer     | hinter Nicolai Ceban, Moldawien, Gyurai Hamdijew, Bulgarien, Krassimir Kotschew, Bulgarien und Aslanbek Alborow, Aserbaidschan               |
| 2011 | 11.   | EM in Dortmund                                  | Halbschwer     | nach einem Sieg über Imants Lagodskis, Lettland und einer Niederlage gegen Pawlo Oleinik, Ukraine                                            |
| 2011 | 5.    | "Wacław-Ziółkowski"-Memorial in Siedlce         | Halbschwer     | hinter Abdussalam Gadissow, Serhat Balci, Türkei, Asfan Amiri, Iran und Elisbar Odikadse, Georgien                                           |
| 2012 | 2.    | Polen-Cup in Białogard                          | Halbschwer     | hinter Radosław Baran, vor Kamil Wojciechowski, beide Polen                                                                                  |
| 2012 | 13.   | "Yasar-Dogu"-Memorial in Ankara                 | Halbschwer     | Sieger: Chetag Gasjumow vor Scharif Scharifow, beide Aserbaidschan                                                                           |
| 2012 | 5.    | Olympia-Qualif.-Turnier in Sofia                | Halbschwer     | hinter Abdussalam Gadissow, Georgi Gogschelidse, Georgien, Nicolae Ceban und Alen Sassejew, Ukraine                                          |
| 2012 | 3.    | "Wacław-Ziółkowski"-Memorial in Siedlce         | Halbschwer     | hinter James Bergman, USA und Serhat Balci                                                                                                   |
| 2013 | 14.   | "Dan Kolow & Nikola Petrow"-Memorial in Plowdiw | Halbschwer     | Sieger: Wynn Michalak vor Jakob Varner, beide USA                                                                                            |
| 2013 | 2.    | EM in Tiflis                                    | Halbschwer     | nach Siegen über Imants Lagodskis, Michail Tsikovani, Griechenland und Wladislaw Baijajew, Russland und einer Niederlage gegen Pawlo Oleinik |

## Polnische Meisterschaften
| Jahr | Platz | Gewichtsklasse | Ergebnisse                                          |
| 2008 | 3.    | Mittel         | hinter Radosław Marcinkiewicz und Maciej Balawender |
| 2009 | 2.    | Mittel         | hinter Radosław Marcinkiewicz                       |
| 2010 | 1.    | Schwer         | vor Dariusz Filipczak und Marcin Olejniczak         |
| 2011 | 1.    | Halbschwer     | vor Maciej Hasiec und Kamil Wojciechowski           |
| 2012 | 1.    | Halbschwer     | vor Kamil Wojciechowski                             |

## Erläuterungen
- alle Wettbewerbe im freien Stil
- WM = Weltmeisterschaft, EM = Europameisterschaft
- Weltergewicht, bis 74 kg, Mittelgewicht, bis 84 kg, Halbschwergewicht, bis 96 kg und Schwergewicht, bis 120 kg Körpergewicht